# Listes de mines en Amérique
Voici des listes de mines situées en Amérique, divisées selon le sous-continent : Amérique du Nord, Amérique du Sud et Amérique centrale.